# Eurowings

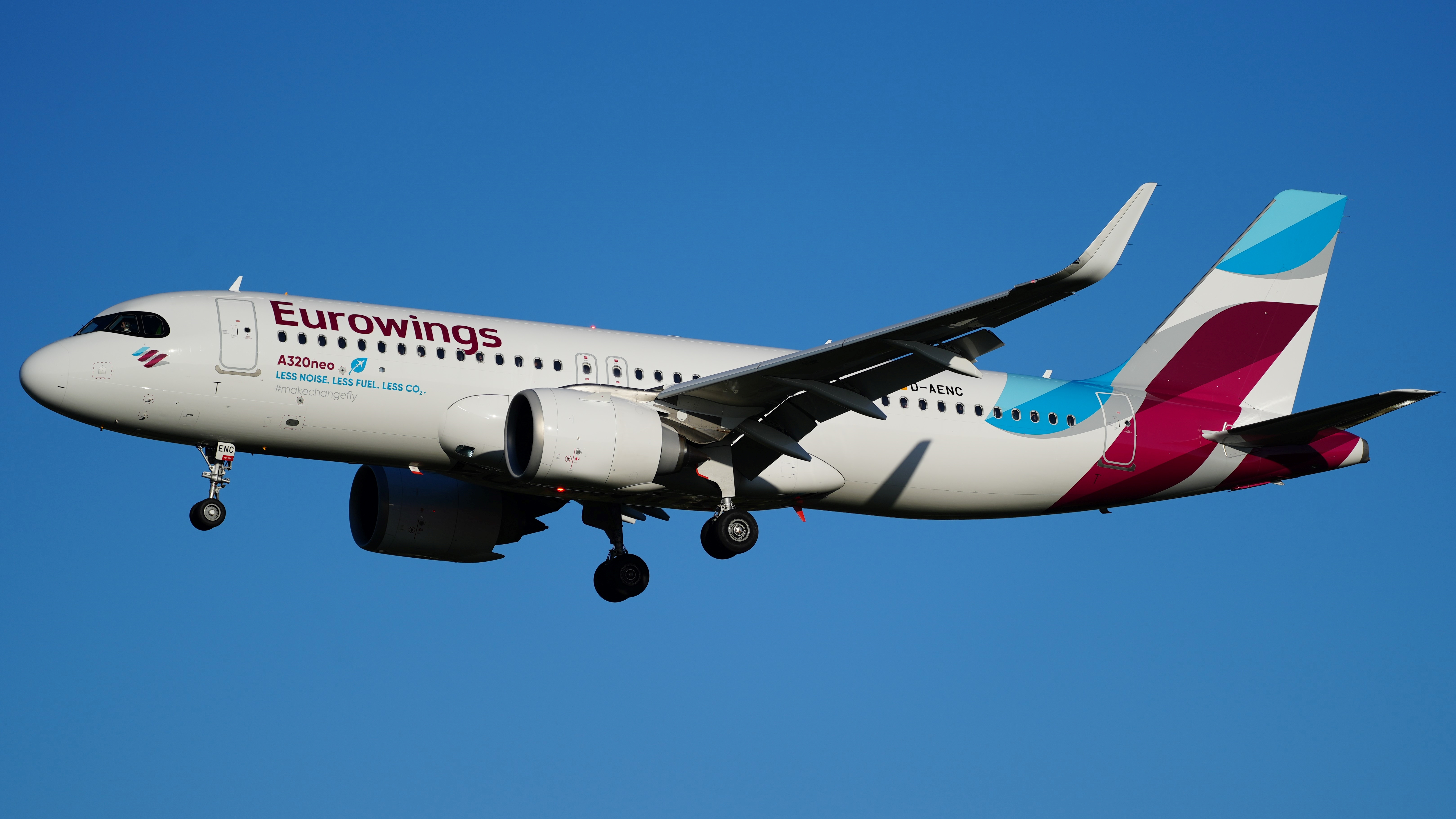
Airbus A320neo w barwach linii

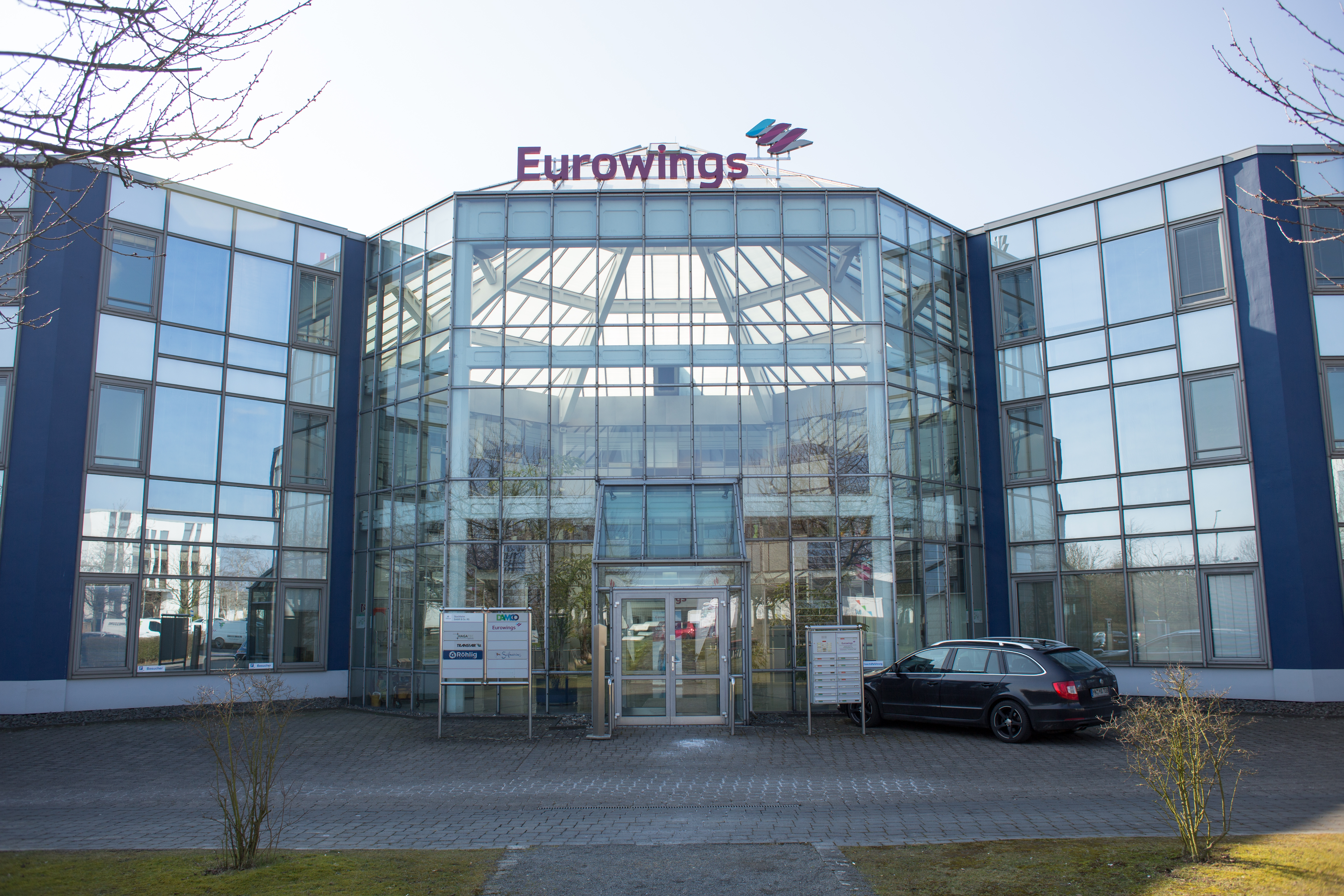
Siedziba Eurowings

Eurowings – niemiecka tania linia lotnicza z siedzibą w Düsseldorfie. Jest częścią Grupy Lufthansa – największej linii lotniczej w Niemczech. Obsługuje zarówno połączenia krajowe, jak i międzynarodowe.

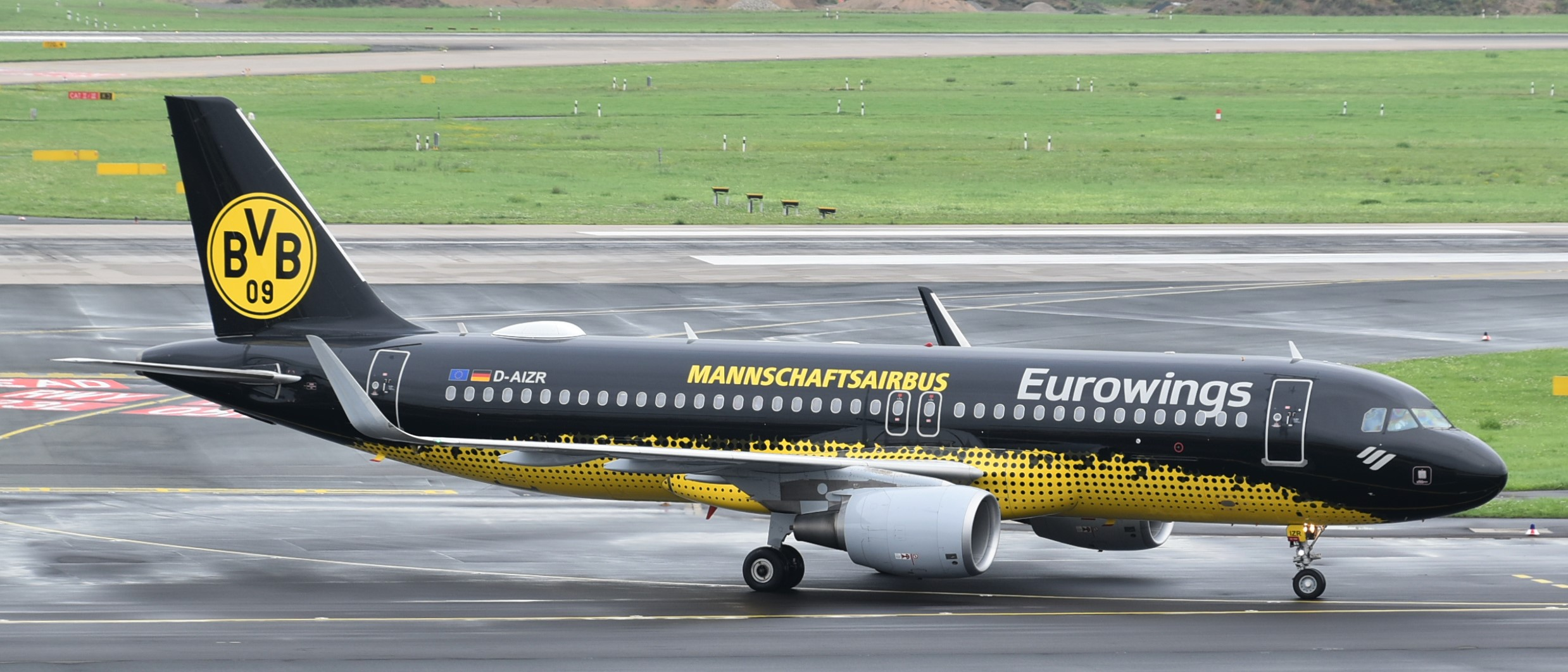
Airbus A320-200 linii w barwach klubu Borussia Dortmund

W 2018 linia obsłużyła ponad 40 milionów pasażerów i zatrudniała prawie 10 tysięcy pracowników. 
Według danych aktualnych na koniec 2023, przewoźnik obsłużył 20,8 mln pasażerów i zatrudniał 4,7 tysięcy pracowników.

## Flota
W według stanu na maj 2025 flota Eurowings składała się z 94 samolotów o średnim wieku 13,7 lat:
| Samolot          | Samolot | Samolot   | Liczba miejsc | Liczba miejsc | Liczba miejsc | Liczba miejsc | Uwagi                                |
| Model            | Aktywne | Zamówione | B             | E+            | E             | Łącznie       | Uwagi                                |
| ---------------- | ------- | --------- | ------------- | ------------- | ------------- | ------------- | ------------------------------------ |
| Airbus A319-100  | 26      | -         | 12            | 42            | 90            | 144           |                                      |
| Airbus A320-200  | 28      | -         | 12            | 50            | 108           | 170           |                                      |
| Airbus A320-200  | 15      | -         | -             | -             | 180           | 180           | W leasingu od Avion Express Malta    |
| Airbus A320neo   | 7       | -         | 12            | 42            | 120           | 174           |                                      |
| Airbus A321-200  | 6       | -         | 16            | 40            | 170           | 226           |                                      |
| Airbus A321neo   | 5       | -         | 12            | 42            | 178           | 232           |                                      |
| Boeing 737-800   | 7       | -         | -             | -             | 189           | 189           | W leasingu od Smartwings             |
| Boeing 737-8 MAX | -       | 40        |               |               |               |               | Dostawa planowana w latach 2027–2032 |
| Zamówione        | 94      | 40        |               |               |               |               |                                      |